# Eparchie volyňská
Eparchie Volyň je eparchie ukrajinské pravoslavné církve Moskevského patriarchátu.

## Území a titul biskupa
Zahrnuje správní hranice území Horochivského, Kašyrskokamiňského, Kivereckého, Lokačského, Luckého, Ljubešivského, Manevyčského a Rožyščského rajónu Volyňské oblasti.
Eparchiálnímu biskupovi náleží titul biskup volyňský a lucký.

## Historie
Po druhém rozdělení Polska roku 1793 došlo k oživení pravoslavné církve na Volyni. Pro Západní Ukrajinu a Bělorusko byla zřízena eparchie minská.
Dne 12. dubna 1795 byl zřízen Žytomyrský vikariát, který byl 16. října 1799 přeměněn na samostatnou volyňskou eparchii.
Od 14. května 1796 funguje v eparchii Volyňský duchovní seminář.
Na počátku 19. století počet pravoslavných převyšoval počet řeckokatolíků.
Dne 15. května 1892 byla eparchie povýšena na archiepiskopii.
V letech 1921–1929 přešlo území Západní Volyně do Polska a dostalo se pod jurisdikci Polské pravoslavné církve. Vznikly tak dvě stejnojmenné eparchie. Ruská eparchie sídlila v Žytomyru a polská v Kremenci.
Eparchie sdílela perzekuci úřady SSSR jako celá církev. Vrcholem byla poprava asi 250 lidí v čele s biskupem Maximem (Ruberovským) (1937).
Roku 1939 byly země Západního Volyně znovu sjednoceny s Ukrajinou jako součást SSSR. V letech 1939–1940 byl místní episkopát po pokání přijat pod omofor Ruské pravoslavné církve.
Roku 1940 byly odděleny samostatné eparchie lucká a žytomyrská. Luck se stal centrem exarchátu Západní Ukrajiny a Běloruska.
Fašistická okupace po červnu 1941 vedla k přerušení vazeb s Moskevským patriarchátem a přispěla k rozkolu a vytvoření nekanonické Ukrajinské autokefální pravoslavné církve.
Roku 1990 byla od eparchie oddělena eparchie rovenská.
Roku 1992 začaly masové přechody kněží a laiků pod jurisdikci nekanonického Kyjevského patriarchátu. Volyňská oblastní státní správa předala katedrální chrám Svaté Trojice v Lucku, budovu eparchiální správy a seminář zástupcům Kyjevského patriarchátu. Po tomto převodu ztratila eparchie Moskevského patriarchátu veškerý svůj majetek a mohla si ponechat pouze jeden chrám Pokrova přesvaté Bohorodice v Lucku.
Dne 3. května 1996 byla z části území eparchie vytvořena eparchie volodymyr-volynská.

## Seznam biskupů
- 1799–1805 Varlaam (Šyšackyj)
- 1806–1813 Danyjil (Nattok-Mychajlovskyj)
- 1813–1828 Stefan (Romanovskyj)
- 1828–1832 Amvrosij (Morev)
- 1832–1840 Innokentij (Selnokrinov)
- 1840–1848 Nikanor (Klementěvskij)
  - 1848–1860 Arsenij (Moskvin) dočasný správce
- 1860–1862 Antonij (Pavlinskij)
- 1866–1876 Agafangel (Solovjov)
- 1876–1882 Dimitrij (Muretov)
- 1882–1885 Tichon (Pokrovskij)
- 1885–1889 Palladij (Gankevič)
- 1889–1902 Modest (Strilbyckyj)
- 1902–1914 Antonij (Chrapovickij)
- 1914–1920 Jevlogij (Georgijevskij)
  - 1920–1921 Gavriil (Vojevodin) dočasný správce
  - 1921–1922 Faddej (Uspenskij) dočasný správce svatořečený mučedník
- 1922–1930 Averkij (Kedrov) svatořečený mučedník
  - 1922–1923 Leontij (Matusevič) dočasný správce
  - 1924–1925 Maxim (Ruberovskij) dočasný správce
  - 1931–1932 Mykolaj (Pyrskyj) dočasný správce
- 1932–1934 Vjačeslav (Škurko)
- 1934–1937 Filaret (Linčevskyj)
- 1940–1941 Nikolaj (Jaruševič)
- 1941–1943 Olexij (Hromadskyj)
- 1943–1944 Damaskin (Maljuta)
- 1944–1946 Nikolaj (Čufarovskij)
- 1946–1948 Varlaam (Borysevyč)
- 1948–1952 Pankratij (Kašperuk)
- 1952–1956 Palladij (Kaminskyj)
- 1956–1962 Pankratij (Kašperuk)
- 1962–1964 Mefodij (Menzak)
- 1964–1965 Leontij (Hudymov)
- 1965–1986 Damian (Marčuk)
- 1986–1990 Varlaam (Iljuščenko)
- 1990–1992 Varfolomij (Vaščuk)
- 1992–2016 Nyfont (Soloducha)
- od 2016 Nafanajil (Krykota)

### Eparchie v jurisdikci Polské pravoslavné církve
- 1922–1934 Dionisij (Valedinskij)
- 1934–1940 Alexij (Gromadskij)